# Castell de Sant Ferran

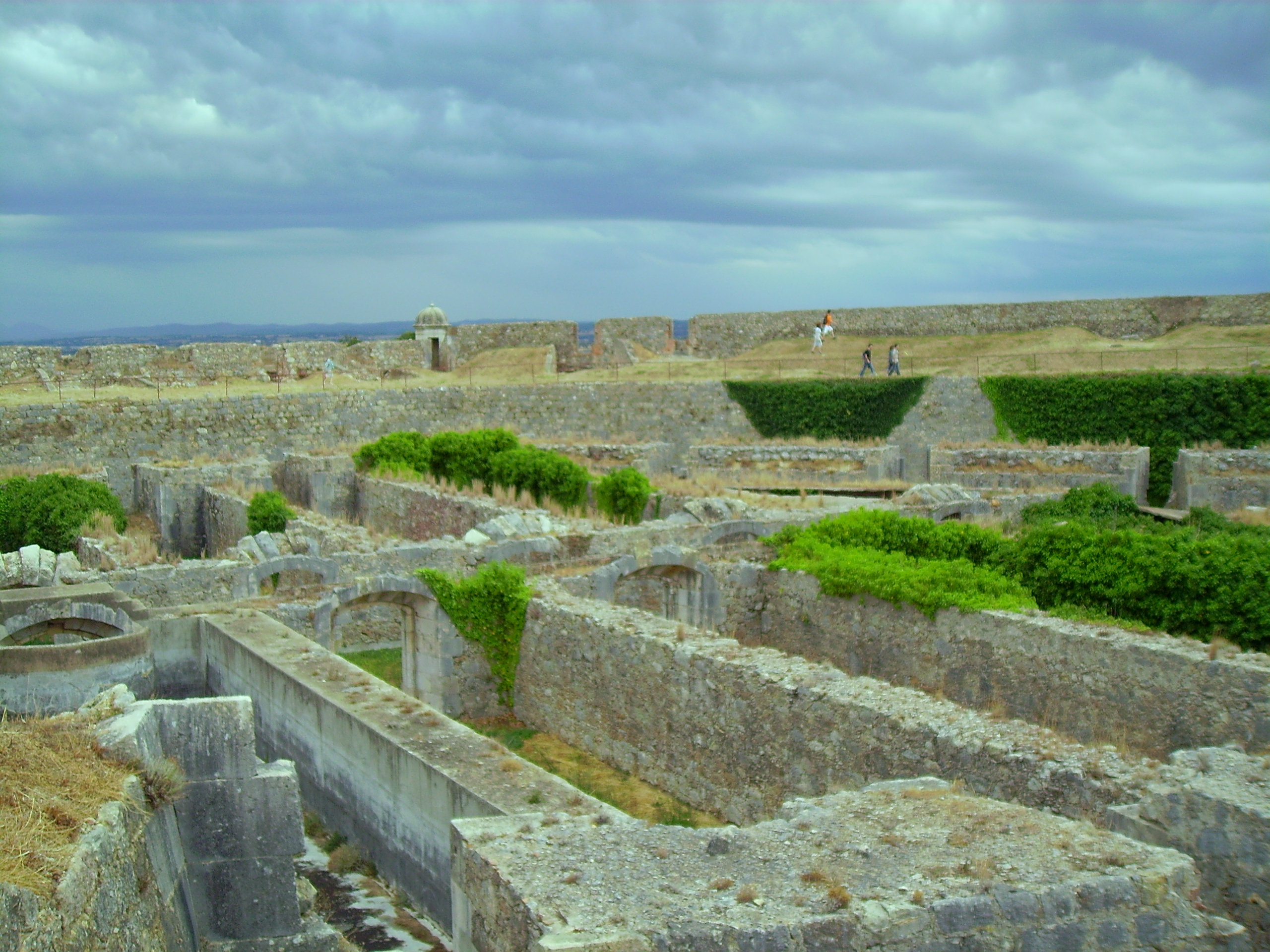
Gedeelte binnen de muren van het Castell de Sant Ferran

Het Castell de Sant Ferran is een fort vlak bij Figueres in Catalonië, Spanje. 
In de zeventiende eeuw had de Catalaanse stad Figueres veel te verduren van de oorlogen met de Fransen en de strategische ligging bij de Franse grens was aanleiding voor de bouw van het militaire fort. De constructie van het fort begon in 1753 en duurde dertien jaar. Het fort werd gebouwd volgens het zogenaamde Vauban systeem met gebruik van de toentertijd nieuwste fortificatie technieken. Bij voltooiing was het het op een na grootste fort van Europa. 
Het is een kasteel met een stervormig bouwplan en heeft vijf bastions, zeven ravelijnen, twee redoutes en een nooit afgebouwde toren die uitkijkt over de gebouwen. De muren om het verdedigingswerk hebben een totale lengte van 5 km. 
Binnen de muren waren ooit 12.000 manschappen gelegerd. Aan het einde van de Spaanse Burgeroorlog werd hier de allerlaatste vergadering van de Cortes de la República, het Republikeinse Parlement, gehouden.